# 550.
550. je šesto desetletje v 6. stoletju med letoma 550 in 559. 